# 花鸟画

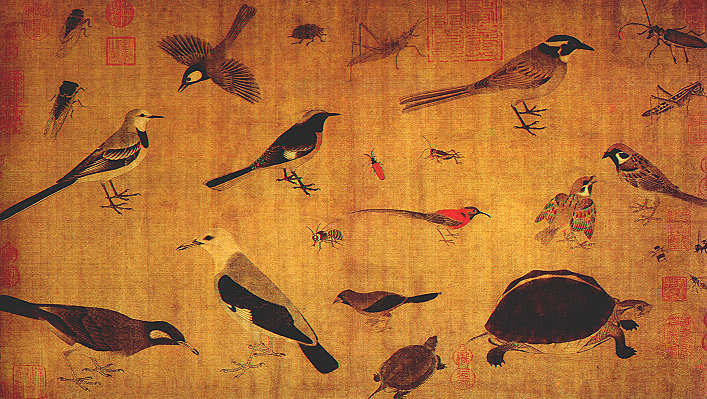
五代十國畫師黃荃所畫的《寫生珍禽圖》

在中国画中，凡以花卉、花鸟、鱼虫等为描绘对象的画，称之为花鸟画。花鸟画中的画法中有“工笔”、“写意”、“兼工带写”三种。
工笔花鸟画即用浓、淡墨勾勒动象，再深浅分层次着色；写意花鸟画即用简练概括的手法绘写对象；介于工笔和写意之间的就称为兼工带写。

## 外部連結
- 漫談我國花鳥畫的沿革